# Roberto Arcaleni
Roberto Arcaleni (Città di Castello, 6 giugno 1883 – Città di Castello, 11 ottobre 1973) è stato un musicista italiano.

## Biografia
Roberto Arcaleni, nato a Città di Castello nel 1883, diciassettesimo di ventiquattro figli, apprese i primi rudimenti dell'arte musicale dal padre, che gli insegnò il solfeggio e la teoria; successivamente, intraprese lo studio del violoncello e del pianoforte. Le condizioni economiche della famiglia non gli permisero di seguire studi musicali completi ed ageduati alle sue capacità e, pertanto, dovette continuare la sua formazione da autodidatta. Partecipò alla vita culturale cittadina come compositore e collaborando alle varie operette, melodrammi e commedie che si allestivano nei teatri locali.
Fu soprannominato "maestrino", per distinguerlo dai colleghi più anziani, essendo lui non ancora ventenne, e per la sua gracile costituzione fisica.
Nel 1905 venne eletto maestro di cappella della cattedrale di San Florido, incarico che mantenne per oltre sessant'anni, praticamente fino alla morte. Nel 1910 ebbe la direzione della Banda musicale locale, fino allo scioglimento del complesso, nel 1915, per lo scoppio della guerra. Nel primo dopoguerra fu impegnato in molteplici attività in campo musicale, come insegnante presso la Scuola comunale di musica e come organista in duomo e in altre chiese cittadine. Anche durante il fascismo rivestì un ruolo primario nella vita musicale cittadina, come maestro concertatore e direttore d'orchestra in opere liriche, operette e concerti. Nel secondo dopoguerra fu soprattutto insegnante e scopritore di talenti, quali il soprano Anita Cerquetti e il tenore Adelio Alunni.
Nel 1951 ricevette la nomina di cavaliere dell'Ordine pontificio di San Gregorio Magno. Numerose furono le composizioni di vari generi che produsse durante la sua lunga vita: brani per pianoforte, romanze, inni sacri, operette, vaudeville, musica vocale profana e sacra, trascrizioni e rielaborazioni per orchestra o banda.
Roberto Arcaleni si spense a Città di Castello nel 1973.

## Archivio
L'archivio di Roberto Arcaleni  conserva documentazione di natura professionale: composizioni manoscritte di musica strumentale, soprattutto per pianoforte, romanze per voce solista e pianoforte o piccola orchestra, brani liturgici e devozionali, fantasie su melodrammi, vaudeville e trascrizioni. Sono, inoltre, presenti documenti di carattere personale: lettere, quaderni di appunti delle lezioni impartite, quaderni di minute di lettere, incarichi e nomine, locandine, programmi di concerti e altri spettacoli, articoli di giornale. La produzione musicale di Arcaleni era stata raccolta e conservata da tre diversi soggetti privati di Città di Castello: il pronipote Fabio, un sacerdote, don Rolando Magnani, e l'Ordine religioso delle Piccole ancelle del Sacro cuore. Nel 1974 dopo la morte del maestro, avvenuta l'anno precedente, Fabio Arcaleni ha ricostituito i primi due nuclei dell'archivio; il proprietario si sta anche attivando per acquisire il resto della documentazione (canti a carattere devozionale o ludico) che si trova ancora presso le Piccole ancelle del Sacro cuore. La documentazione è stata rilevata nel corso del censimento degli archivi privati di persona e famiglia intrapreso dalla Soprintendenza archivistica per l'Umbria nel 2006. Il fondo è stato dichiarato di interesse storico particolarmente importante il 19 gennaio 2007.